# L'Escadrille de la mort
L'Escadrille de la mort est la trente-cinquième histoire de la série Les Aventures de Buck Danny de Jean-Michel Charlier et Victor Hubinon. Elle est publiée pour la première fois dans le journal Spirou du no 1526 au no 1544. Puis est publiée sous forme d'album en 1968. C'est le second tome et la fin d'un diptyque commencé avec " Alerte Atomique " .
Observation : Les dessins sont présentés comme l'œuvre de Victor Hubinon sans autre précision, mais les pages 30 à 40 (planches EM28A à EM38B) sont de la main d'un autre dessinateur. Il s'agit en fait de Claude Pascal, dessinateur pour les éditions Bayard.

## Résumé
Attaqué par la chasse manteguayenne, l’avion que Buck Danny convoyait vers le repaire des rebelles a échappé à un sort funeste grâce à sa virtuosité et à l'habileté de tireur de Sonny armé d'un Bazooka. Le colonel Peralta présente bientôt les pilotes recrutés au général Diaz, lequel leur expose alors son plan… exorbitant ! Il consiste à anéantir le quartier général du président en exercice, Guttierez, en détruisant son nid d’aigle situé à Tolusco, au moyen de la bombe atomique récupérée du bombardier américain récemment crashé.
Le fait de l'unicité du projectile ne permet d'effectuer qu'une passe « unique » de bombardement. Le succès de ce dernier implique donc de sélectionner le plus adroit des équipages. Les pilotes mercenaires se soumettent donc bientôt à un entraînement intensif, visant à toucher un objectif factice, reconstitué en pleine montagne, reproduisant les caractéristiques géométriques de Tolusco, le QG du gouvernement.
Après de nombreux loupés de tous les équipages, il vient à l'idée de Tumbler de mettre au point un procédé géométrique de visée. L'ayant expérimenté lors d'un nouvel entraînement, l'équipage de Buck Danny en démontre l'efficacité. Il devient alors le « préféré » de Diaz, et lauréat de la sélection des bombardiers.
Ce succès occasionne jalousie et haine des autres pilotes mercenaires. En effet, ces derniers voient ainsi s’échapper la prime de 500.000 dollars offerte en cas de réussite. Seule solution pour eux : « saboter » le bombardier destiné à l’entraînement de Buck Danny.
Mais un grain de sable imprévu vient se mettre dans les rouages du plan imaginé par Buck. Un petit avion atterrit sur l’aéroport géré par Guenther. En descend une jeune femme, Patsy Gordon, fiancée d’un des pilotes kidnappés par la CIA et remplacé par Sonny qui a pris son identité. La jeune femme exhibe une photo du vrai Sonje Borg, lequel ne ressemble en rien à Sonny… et vice versa. Le doute envahit alors Guenther qui enferme les trois amis. Buck réussit néanmoins à convaincre  Patsy de revenir sur sa dénonciation de l'imposture des trois héros. Ces derniers — revenus en grâce auprès de Diaz — sont bientôt libérés et espèrent redevenir les titulaires de la fonction de bombardier atomique. Entre-temps, les trois pilotes qui avaient pris les commandes du B-26 saboté se sont crashés, réduisant l'escadrille à deux unités.
Diaz va quand même confier le bombardier principal aux pilotes rivaux de Buck. La nuit avant l'opération finale, Sonny les drogue et Diaz est obligé de prendre Buck et ses coéquipiers comme pilotes du bombardier encadrés par le colonel Peralta et l'ingénieur Lipsky. Encadré de près par les jets rebelles, Buck n'a d'autre choix que de se diriger vers Tolusco avec la bombe "A" à bord. Profitant de la confrontation entre jets rebelles et gouvernementaux, Buck s'éclipse après avoir maitrisé Peralta. Seulement la bombe a déjà été armée et explosera sous six minutes.
Tandis que le B-26 de Buck est pourchassé par des jets gouvernementaux manteguayens, Sonny s'applique, en la chevauchant acrobatiquement, à désamorcer la bombe suspendue à l'extérieur de la soute ventrale de l'appareil. Assisté et guidé par radio par les experts nucléaires de l'Enterprise , il réussit in-extremis à retirer le détonateur. Rejoint puis escorté par des F-4 Phantom du porte-avions, l'équipe reçoit les félicitations de l'amiral Halsay pour leur exploit.

## Développement

### Frappe chirurgicale par arme atomique
L'opération des forces rebelles du général Diaz, est centrée sur le bombardement de son quartier général, lequel est très difficile d'accès et abrité par une protection efficace et naturelle. Or ce bombardement est paradoxal. Il exige d'une part une grande précision, mais d'autre part l'objectif sera traité par une arme nucléaire qui, par nature, n'impose pas une précision particulière.

## Personnages
Outre les trois pilotes qui forment le trio habituel des héros de la série (Danny, Tumbler et Tuckson), on retrouve certains protagonistes de l'épisode précédent du diptyque :
- le colonel Peralta, adjoint du chef des rebelles
- le señor Guenther, forban et trafiquant d'armes, exerçant en Colombie…

… auxquels se joignent :
- le général Diaz, chef des rebelles
- trois équipages de mercenaires, pilotes de bombardiers, composés de :

- - Fritz Hess (allemand) équipage A
  - Hermann Fring (allemand) équipage A
  - Pietje Luns (sud-africain) équipage A

- - Louis Bernier (français) équipage B
  - Jorg Bündsen (islandais) équipage B
  - Josip Slaviu (yougoslave)

- - Ian Terek (tchèque)
  - Titus Polanko (polonais)
  - Marcello Cascarone (italien)

- un expert atomiste, le professeur Lipski (citoyen américain[9], devenu traitre par suite de besoin d'argent ; un peu comme l'ingénieur Wolff des aventures de Tintin et Milou).

- Ultérieurement s'ajoutera une jeune femme, Patsy Gordon, fiancée d'un des pilotes mercenaires escamotés par la CIA pour être substitué par Sonny Tuckson. Ce pilote, cité dans l'épisode précédent du diptyque, est le Suédois Sonje Borg. On s'aperçoit donc — contrairement à ce qu'avait prétendu l'amiral Keye, chef de la CIA[10] — que le prénom, Sonje, que devait porter Sonny n'était pas d'emprunt mais bien celui du vrai Borg.

- En fin d'épisode intervient un officier général américain, embarqué sur le porte-avions USS Enterprise, le contre-amiral Halsay, ce qui éclipse le rôle qu'auparavant tenait le commandant du porte-avions, le capitaine de vaisseau Vincent P. de Poix.

## Avions
- North American A-5 Vigilante dans le résumé de l'épisode précédent.
- Douglas DC-3, les transports du forban, le señor Guenther.
- Hawker Hunter, les chasseurs gouvernementaux manteguayens.
- Martin B-26B Marauder, les bombardiers rebelles.
- Saab J 29 Tunnan, les chasseurs rebelles.
- Cessna 172 (version ante-1960), l'appareil taxi de Miss Gordon.
- MH-1521C Broussard, le "taxi" du señor Guenther.
- McDonnell F-4B Phantom II, les chasseurs de l'USS Enterprise.